# 卡塔劳尼人
卡塔劳尼人（高卢语: *Catu-uellaunoi 'war-chiefs'），是一个罗马时代的比利時高盧部落，居住在今天的法国香槟省，其北方为雷米人，南方为林貢斯人。